# Roberto Cantoral
Roberto Cantoral García (Ciudad Madero, 7 de junho de 1935 - Toluca, 7 de agosto de 2010), foi um cantor e compositor mexicano. Pai da atriz mexicana Itatí Cantoral.
Autor de melodias famosas, como: "El Reloj", "La Barca" e "El Preso Número Nueve", estreou na vida artística na década de 1950 com o seu irmão Antonio Cantoral, na dupla conhecida por “Hermanos Cantoral”, porém, só despontou para o sucesso quando fez parte do trio, “Los Tres Caballeros”, sendo conhecido não só em seu país, como em toda a América, Europa e Japão. Em 1960 iniciou carreira solo.
Roberto Cantoral morreu no sábado, de 7 de agosto de 2010 de infarto.